# Graningen
Graningen är en sjö i Bräcke kommun i Jämtland och ingår i Ljungans huvudavrinningsområde. Sjön har en area på 0,709 kvadratkilometer och ligger 332 meter över havet. Sjön avvattnas av vattendraget Graningsbäcken.

## Delavrinningsområde
Graningen ingår i det delavrinningsområde (698213-149204) som SMHI kallar för Utloppet av Graningen. Medelhöjden är 382 meter över havet och ytan är 13,39 kvadratkilometer. Det finns ett avrinningsområde uppströms, och räknas det in blir den ackumulerade arean 35,44 kvadratkilometer. Graningsbäcken som avvattnar avrinningsområdet har biflödesordning 4, vilket innebär att vattnet flödar genom totalt 4 vattendrag innan det når havet efter 177 kilometer. Avrinningsområdet består mestadels av skog (76 procent) och sankmarker (11 procent). Avrinningsområdet har 0,71 kvadratkilometer vattenytor vilket ger det en sjöprocent på 5,3 procent.